# Esport eqüestre

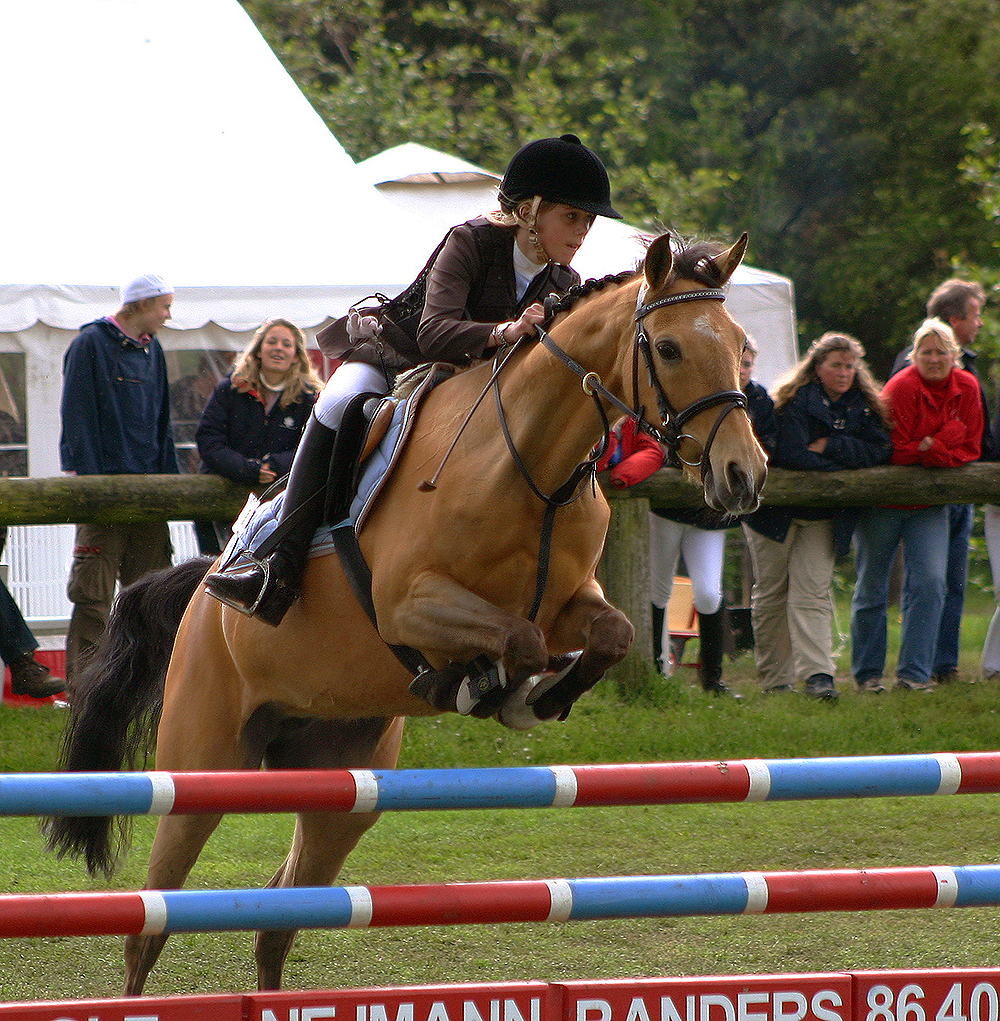
Salts d'obstacles

Un esport eqüestre és aquell que es practica muntat a cavall.
Els principals esports eqüestres són el salt, doma clàssica i el concurs complet que són esports olímpics (equitació). Altres esports eqüestres són el buzkashi, la charrería, la marrada xilena, el pato, el rodeo, el polo, l'enduro eqüestre, l'enganxall, el salt alt, el horseball, la doma vaquera, l'esport de llaç, el team penning, el volteig o el cross-country.
Els principals esports eqüestres són els que s'indiquen a les Següents seccions:
  Nota : la classificació i les tipologies no són inclusives. Així doncs, una modalitat eqüestre pot estar inclosa en una o més classes. 

## Disciplines eqüestres reglamentades per la Federació Eqüestre Internacional

### Disciplines olímpiques

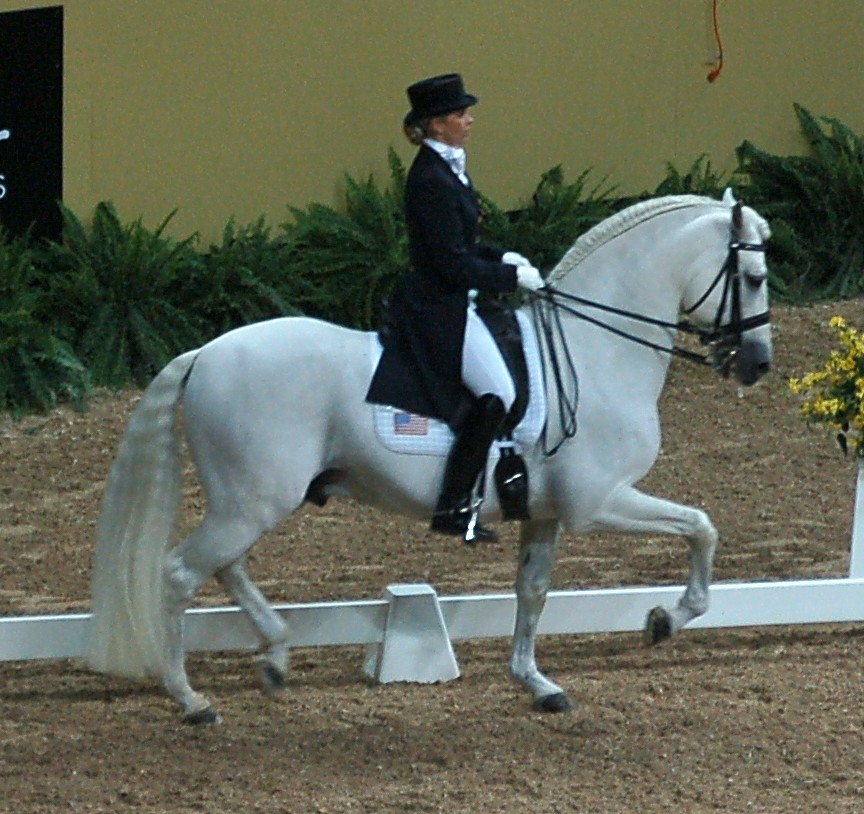
Doma clàssica

Les disciplines hípiques, tal com les coneixem, neixen en l'últim terç del segle xix, apareixent per primera vegada com esport Olímpic als Jocs Olímpics d'Estocolm de 1912. Actualment existeixen tres especialitats o disciplines olímpiques, que són:Concurs complet, Doma clàssica i Salt d'obstacles.
- Salts eqüestres

El salt a cavall és una disciplina hípica que requereix una elevada demostració d'equilibri, força, velocitat i compenetració entre el genet i el cavall. Es basa en la realització d'un recorregut d'obstacles amb penalització de 4 punts per barra caiguda. Un cavall ensinistrat per a saltar ha de conjugar flexibilitat i destresa en una perfecta sintonia amb el seu genet.
- Doma clàssica

La doma (en francès i anglès dressage) és l'art d'ensenyar a un cavall a ser dòcil, equilibrat i obedient.
- Concurs complet d'equitació:

El concurs complet o prova dels tres dies, és una combinació de tres disciplines eqüestres: doma clàssica, camp a través i  salts d'obstacle.
- - Doma clàssica

La doma clàssica és una disciplina hípica basada en l'execució d'un conjunt de represes per a demostrar la preparació del concursant i la franquesa, la submissió, l'equilibri i l'elegància del cavall.
- - Camp a través eqüestre

El cross-country (de l'anglès, "a camp a través") és un esport eqüestre que integra la prova dels tres dies o concurs complet. També es practica en competències locals com a disciplina eqüestre autònoma.
L'objectiu del  cross-country  és provar la velocitat, resistència i capacitat de salt del cavall de cross country, quan es troba ben entrenat i posat en el pic de la seva condició. Al mateix temps demostra la capacitat del genet per controlar el pas i la munta al camp ple d'obstacles.
- - Salts eqüestres

El salt a cavall és una disciplina que requereix una elevada demostració d'equilibri, força, velocitat i compenetració entre el genet i el cavall. Es basa en la realització d'un recorregut d'obstacles amb penalització de 4 punts per barra caiguda. Un cavall ensinistrat per a saltar ha de conjugar flexibilitat i destresa en una perfecta sintonia amb el seu genet.

### Disciplines paralímpiques
- Doma Adaptada

La Doma Paraeqüestre o Doma Adaptada és una disciplina esportiva present en els Jocs Paralímpics des de l'any 1996, quan es van disputar a Atlanta. A més, és l'única disciplina hípica, al costat de l'enganxall, que forma part dels Jocs Paralímpics.
A Espanya, seguint el model de la FEI (Federació Eqüestre Internacional), s'inclou en l'any 2009 com una disciplina més dins de la RFHE (Reial Federació d'Hípica Espanyola).  És un dels pocs esports paralímpics en el qual tots els tipus de discapacitats competeixen junts, ja siguin discapacitats intel·lectuals, minusvàlids físics, visuals o cerebrals.

### Altres disciplines no olímpiques i no paralímpiques
- Camp a través eqüestre

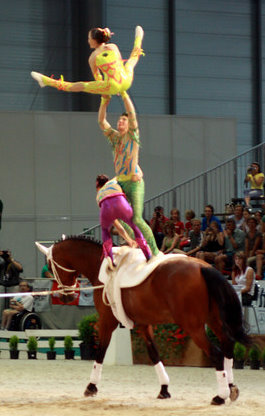
Equip austríac al Campionat del Món del 2008, realitzat a Brno (República Txeca)

Es tracta d'una cursa d'obstacles a camp a través. Es perd un punt per cada error que es comenta al llarg del recorregut, com no saltar, superar el límit de temps, caure del cavall, etc ... És possible tenir l'opció de triar entre una ruta més fàcil i lenta, o una més ràpida i curta, però més difícil. Reben el nom de proves de caça. Els recorreguts porten freqüentment al genet a través de camps i boscos, i fins i tot, pot ser que s'hagi de obrir o tancar algun porta.
Les tanques per als recorreguts del  cross-country  intenten imitar els obstacles que es troben al cavalcar pel camp, com tanques, murs, aigua ... Aquestes són sòlides i no cedeixen si xoquem amb elles, és a dir, no es cauen. També és possible que s'hagin de saltar obstacles en baixar o pujar costes, ja que això depèn del recorregut escollit i del camp.
- Enduro Eqüestre

L' enduro eqüestre, endurance o raid (denominació aquesta última usual a Espanya) és un esport eqüestre en el qual es posa a prova la velocitat, habilitat i la resistència física i psicològica del cavall i del genet, ja que tots dos han de recórrer grans distàncies en un dia, a través dels més diversos terrenys i contra el temps. Aquestes proves estan dividides per fases o etapes i entre elles hi ha 20 minuts de descans, on es prenen les pulsacions del cavall, per saber si aquest pot seguir amb la prova o no.  Per a realitzar aquest tipus de prova el genet ha de tenir la capacitat de dosificar l'esforç del seu cavall i portar un ritme adequat durant la prova. En acabar una carrera se li prenen les pulsacions al cavall i, si estan per sobre del permès, el genet és eliminat. 
- Enganxalls o guarniments eqüestres

L'enganxall és un esport eqüestre que consisteix en el maneig d'un tir de cavalls enganxats a un carruatge, sobre el qual els conductors han de demostrar la perícia en la conducció. El tir de cavalls pot estar format per un cavall (llimonera), dues (tronc) o quatre (quartes). Aquesta disciplina també és anomenada "guarniments" o "prova combinada de carruatges".
- Enganxalls o atelatges paraeqüestres

- Reining

La doma vaquera (també coneguda pel anglicisme reining) és un esport eqüestre que consisteix en el fet que el genet i el cavall han d'aconseguir realitzar un seguit de maniobres en què es demostra l'habilitat del cavall. Aquestes maniobres a més de realitzar-les en un bon estat, el genet ha de preocupar-se de la velocitat, ja que és un requisit en totes les maniobres. Les maniobres estan determinades en un patró, el cavall ha d'estar sempre atent i disposat per a realitzar les activitats que el genet li indiqui, l'habilitat i rapidesa del cavall faran veure més espectacular les maniobres.
La doma vaquera és una de les disciplines de munta western. Aquest esport eqüestre està reconegut com a tal per la Federació Eqüestre Internacional, es practica en més de 40 països i es va incloure com la setena disciplina dels Jocs Eqüestres Mundials. És, des de l'any 2009, l'última disciplina eqüestre a ser reconeguda com a tal per aquesta federació. 
- Volteig

El volteig és un esport eqüestre. Aquesta disciplina destaca sobretot per la seva dificultat, ja que consisteix en la realització d'una sèrie d'exercicis gimnàstics que el genet ha de practicar sobre el cavall mentre aquest està en moviment. El cavall treballa en un cercle de 20 m de diàmetre en una pista de sorra sota el control d'una persona situada al mig que el domina per mitjà d'una corda.
- T.R.E.C. (Tècniques de Recorregut Eqüestre de Competició)

Les Tècniques de Rutes Eqüestres de Competició són un conjunt de proves amb què es valoren la capacitat dels genets o amazones i cavalls per orientar-se, adaptar-se i superar les dificultats que es troben en el Medi Natural.

## Esports eqüestres por Modalitats

### Esports de carreres
- Curses de galop

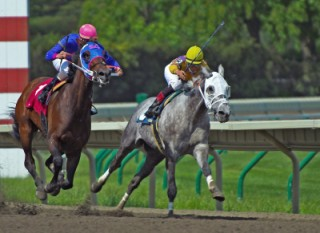
Curses de cavalls

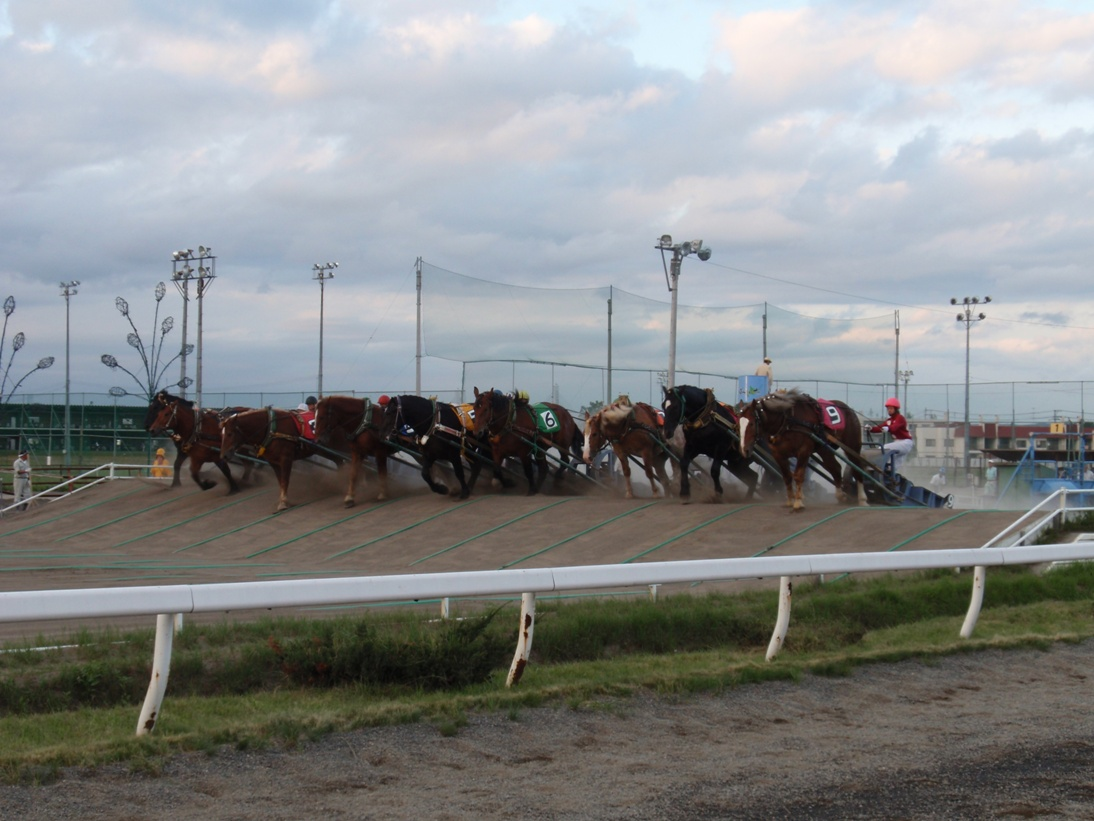
Curses de tir pesat

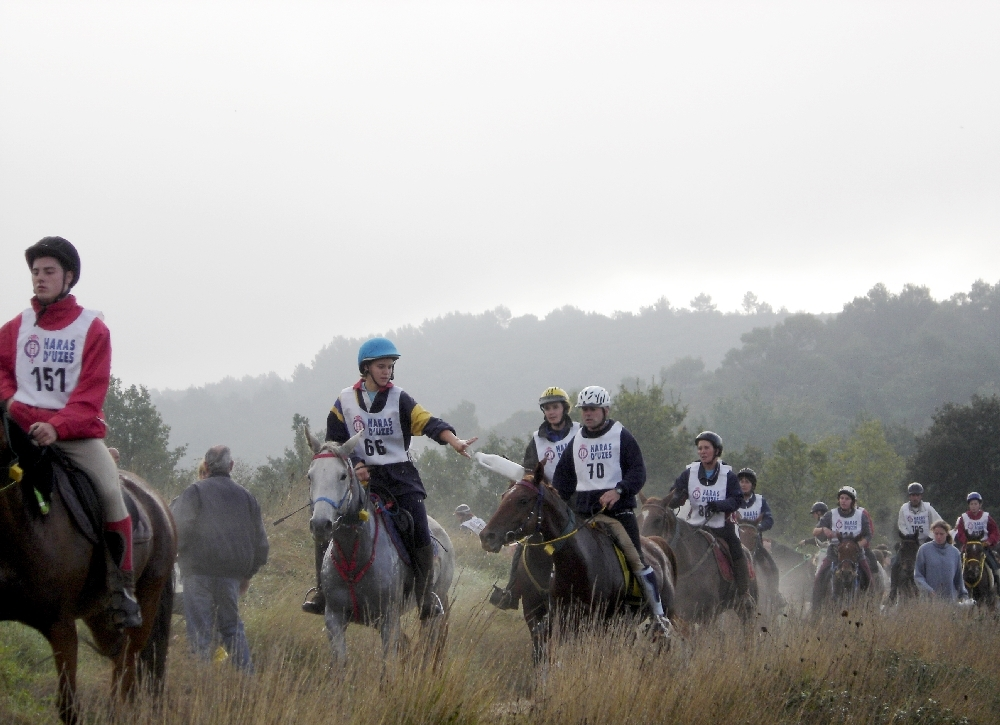
Enduro eqüestre

Una cursa de cavalls és una competició d'esport eqüestre que s'ha practicat durant tota la història; les quadrigues en l'època romana van ser un clar exemple, així com les carreres en honor del déu Odin i el gegant Hrungnir a la mitologia nòrdica. També està associat al món del joc i les apostes. La cria, doma i curses de cavalls és una gran activitat econòmica en diversos països. Cavalls de puresa excepcional poden costar milions i generar-ne més amb facilitat com sementals. L'estil de carrera i la forma de desenvolupar-ho varia d'un país a l'altre. Als nostres dies se'ls deu la resurrecció de les carreres als anglesos, però des d'un punt de vista diferent al dels antics. Per als antics aquests jocs no eren més que un mitjà de desenvolupar el valor, la força, la destresa, i l'agilitat dels lluitadors i dels guerrers, per als moderns es considera com un mitjà de millorar l'espècie cavallina, i també com un mitjà de diversió, per fer apostes, etc.,
- Curses de trotadors

Una cursa de trotador és una forma de curses de cavalls en la què els cavalls corren a una marxa específica (un trot. Normalment tiren d'un cabriol de dues rodes, ocupat per un conductor, tot i que també n'hi ha on es condueixen els cavalls amb els genets a la sella (trot monté en francès).
- Carreres de tir pesat
- Camp a través eqüestre

El cross-country (de l'anglès, "a camp a través") és un esport eqüestre que integra la prova dels tres dies o concurs complet, juntament amb la d'ensinistrament o doma clàssica i la de salt. També es practica en competències locals com a disciplina eqüestre autònoma.
L'objectiu del  cross-country  és provar la velocitat, resistència i capacitat de salt del cavall de cross country, quan es troba ben entrenat i posat en el pic de la seva condició. Al mateix temps demostra la capacitat del genet per controlar el pas i la munta al camp ple d'obstacles.
- Enganxalls.

L'enganxall té tres tipus de competicions:
- Ensinistrament : Es valora l'harmonia, cadència, impulsió, facilitat de moviments i la correcta posició dels cavalls. Al conductor se li s'avaluen perícia, estil i habilitat per dirigir el seu equip.
- Resistència (marató) : Consisteix en un recorregut amb un màxim de 22 quilòmetres, dividits en cinc seccions, incloent obstacles naturals com portes, girs bruscos, rierols, terrenys escalonats i obstacles artificials. Es prova la forma física dels cavalls i l'habilitat i control del seu conductor.
- Obstacles: Es desenvolupa en una pista tancada amb un màxim de 20 obstacles. El cotxe i els cavalls han de passar entre les banderes que defineixen cada obstacle, que són passos obligats en forma de lletres que han de superar sense colpejar amb el cotxe.

- Enduro eqüestre

Les competicions consisteixen a completar un nombre determinat d'etapes o fases amb una quantitat de quilòmetres preestablerts. El recorregut és molt variat, amb diversos tipus de sòl i obstacles naturals, i al final de cada fase els cavalls són inspeccionats per veterinaris, els quals, si no hi ha cap problema mèdic, donaran l'autorització per continuar en carrera. Per campionats mundials la distància a recórrer és de 160 quilòmetres, dividits en sis fases, que és completada pels competidors en 12 o més hores.

### Esports de salts
- Salts eqüestres
- Salt alt

El salt alt o salt en alt és una modalitat de salt eqüestre de potència, en la qual un binomi (genet i cavall) ha de franquejar un únic obstacle en alçada, realitzant un salt conjunt. El concurs de salt alt té una sèrie de normes que regulen tant la forma i disposició de l'obstacle vertical, que és de forma obliqua ascendent, com el seu concurs pels binomis.
La marca mundial oficial vigent va ser registrada a Viña del Mar (Xile) el 5 febrer de 1949, quan el capità de cavalleria xilè Alberto Larraguibel i el cavall <<Huaso» (ex «Faithfull») van aconseguir saltar un obstacle de 2,47 m (8 ft 1¼ in) d'alçada.
- Salt llarg

El salt llarg és una disciplina eqüestre de potència en la qual, un binomi (genet i cavall) ha de franquejar un únic obstacle en longitud, realitzant un salt conjunt. El concurs de salt llarg té una sèrie de normes que regulen tant la forma i disposició de l'obstacle horitzontal, format per una tanca baix i una ria, així com de la seva concurs pels binomis.
El rècord mundial de salt llarg a cavall es va registrar el 26 d 'abril de 1975, en el marc del Concurs Nacional South Show' celebrat a la ciutat de Johannesburg (Sud-àfrica), en el qual el genet veneçolà Andrés Ferreira i el cavall «Something» van aconseguir saltar un obstacle de 8,40 m (27 ft 6¾ in).

### Prova eqüestre en esports combinats
- Pentatló modern

El Pentatló modern («pentatló», del grec πεντά (penta) 'cinc'+ αθλος (athlos) 'competició''; i «modern», per distingir-lo del pentatló greco-romà de l'antiguitat) és un esport combinat que consisteix a efectuar cinc disciplines: esgrima, natació (200 m), tir, camp a través (3.000 m) i equitació en tres o quatre dies consecutius, en què guanya qui obté la puntuació total més alta.
En el salt eqüestre dins del pentatló els competidors han de realitzar un concurs de salt d'obstacles de fins a 1,20 m d'alçada. El camp, d'entre 350 m i 450 m de recorregut, presentarà de 12 a 15 obstacles i ha de tenir obligatòriament un obstacle doble i un triple. El cavall, proporcionat pels organitzadors, és diferent per a cada competidor i ha estat sortejat a l'atzar prèviament. El pentatleta té un límit de temps específic per completar la prova, que es fixa en funció de la seva longitud.
- Pentatló d'hivern

Als Jocs Olímpics d'Hivern de 1948 celebrats a la ciutat de Sankt Moritz (Suïssa) es disputà una prova de pentatló d'hivern en categoria masculina per equips com a esport de demostració, sent l'única vegada que aquest esport ha format part dels programa olímpic.
El pentatló d'hivern està format per la competició de: esquí de fons, tir, descens, esgrima i hípica.

### Esports por equips amb bola o pilota
- Polo

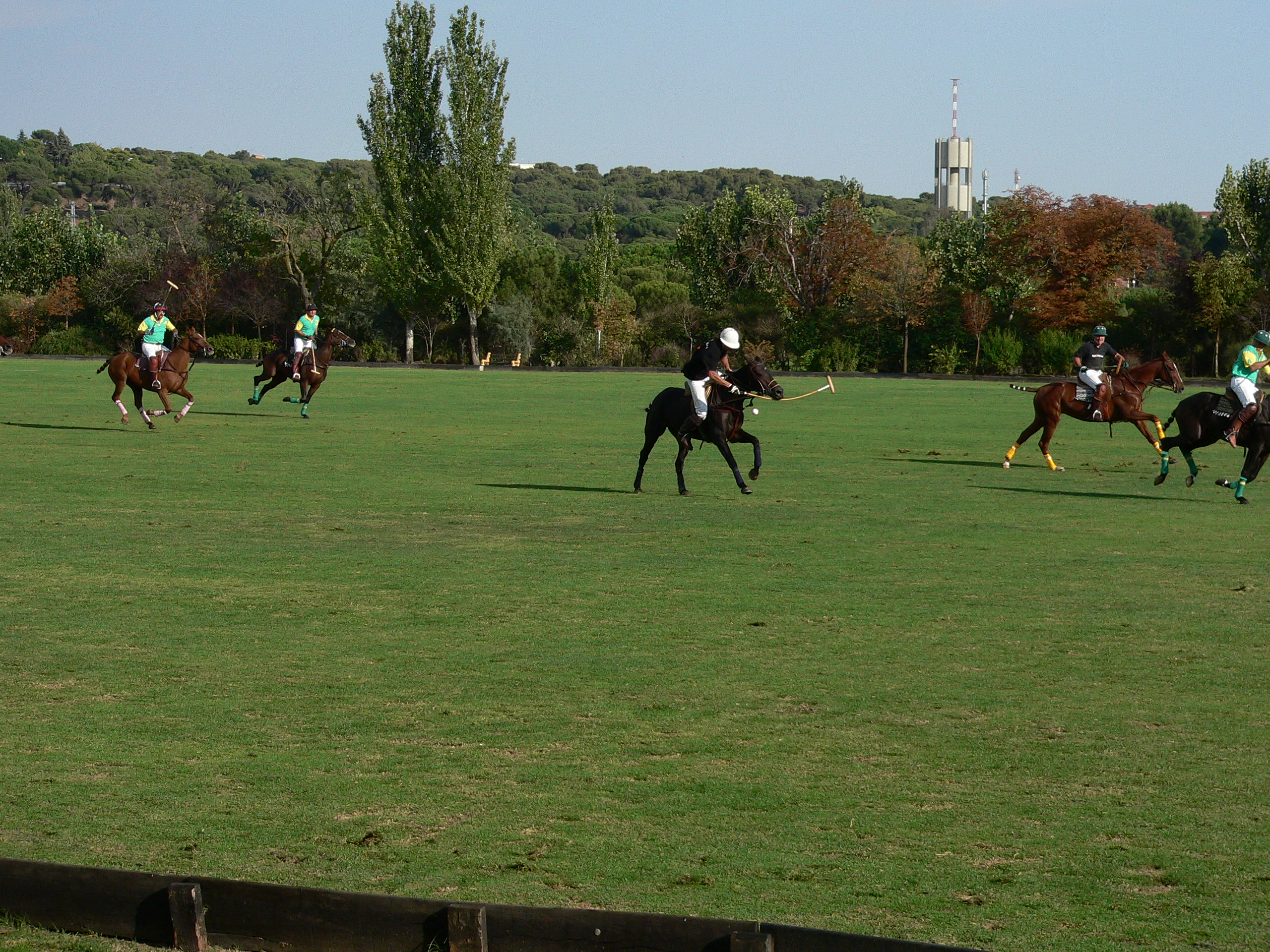
Joc de polo

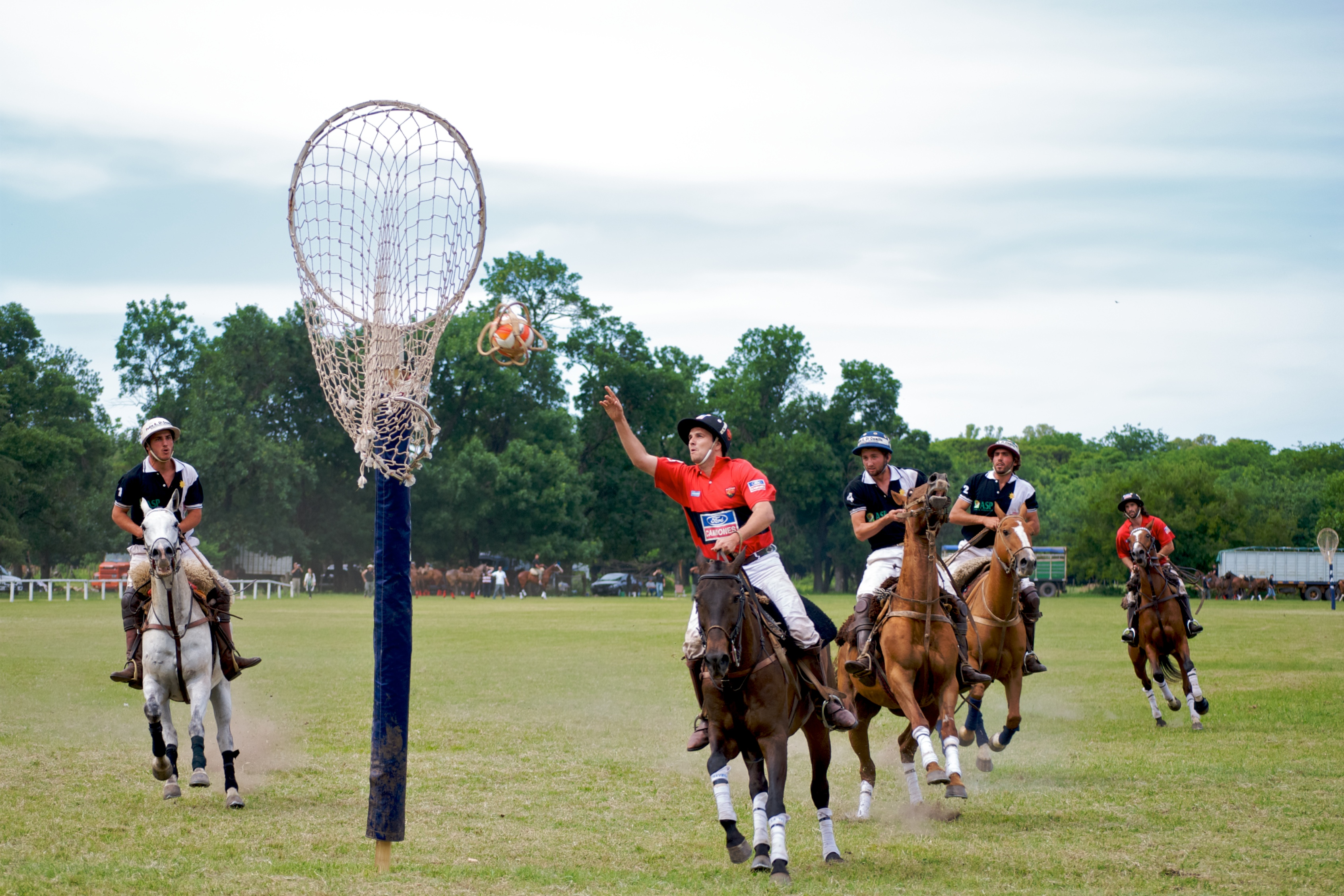
Pato

El polo és un esport de pilota en el que dos equips muntats a cavall competeixen per fer entrar la pilota en una porta colpejant-la amb una maça.
- Polocrosse

El Polocrosse és un esport eqüestre i tal com diu el seu nom és una barreja entre el polo i el lacrosse.  Es juga amb dos equips de sis jugadors per costat i l'objectiu és marcar gols.
- Pol vaquer
- Horseball

El horseball (paraula composta en anglès  horse  = cavall,  ball : bola, pilota) és un esport eqüestre que consisteix en una barreja de bàsquet, rugbi i polo. L'objectiu és aconseguir el major nombre de gols en les cistelles verticals de l'equip contrari.
S'enfronten dos equips de quatre jugadors per equip (més dues reserves de cada equip) que han de recollir del terra, sense desmuntar, una pilota embolicada en una armadura amb sis nanses de cuir i, que a través d'un conjunt de passades i defenses, han de posar-la en unes cistelles fixes en els extrems del camp.
- pato

El pato és un esport eqüestre originari de l'Argentina, declarat oficialment joc nacional el 1953.
Al segle xvi es realitzaven conteses o corridas on dos equips de genets intentaven agafar un ànec (pato en castellà) viu —actualment es juga amb una pilota amb nanses— i portar-lo cap a un lloc determinat prèviament. Les cròniques esmenten partits amb 200 jugadors aproximadament, disputats d'estancia a estancia. L'animal utilitzat per al joc normalment era obsequiat per un botiguer, a vegades embolicat en un cistell o dins d'una bossa de cuir amb nanses, d'on ha derivat la forma de la pilota actual.
- Buzkashi

El buzkashi o kokpar és una activitat eqüestre practicada a Afganistan, on és considerada esport nacional. A pesar que es practica a Afganistan, es va originar probablement en Uzbekistan.
Consisteix en dos equips de chapandoz, o genets, en un camp d'aproximadament dos quilòmetres de longitud. Els jugadors de cada equip no es diferencien en el color de la seua samarreta, sinó que es coneixen entre ells. L'objectiu del joc és conduir el boz, que és una cabra sense cap i sense extremitats, des d'un extrem del camp a l'altre. Els integrants de tots dos equips pugnen per emportar-se el cos de la cabra al centre del terreny de joc.

### Esports de tracció o tir eqüestre
- Curses de carros

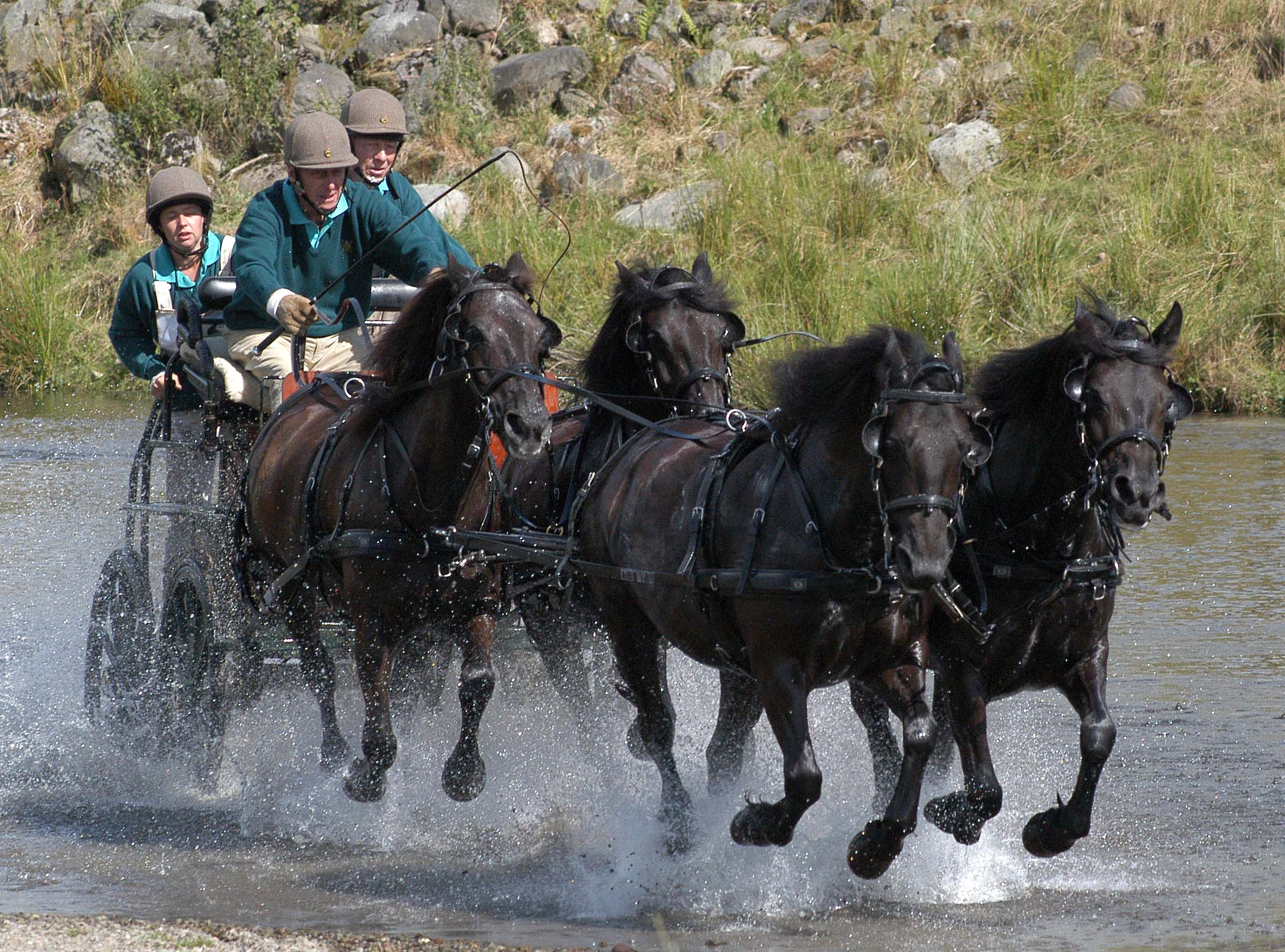
Enganxalls o atelatges eqüestres.

Les curses de carros van ser un dels espectacles més populars de l'antiga Grècia (ἁρματοδρομία harmatodromia) i de l'Imperi Romà (ludi circenses). Solien ser perilloses tant per als aurigues com per als mateixos cavalls, que sovint patien serioses lesions, arribant fins i tot a morir. Generava un fort entusiasme en els espectadors. Els romans van crear diferents faccions entre els seguidors que donaven suport als equips patrocinadors. De vegades la rivalitat entre les faccions podia traslladar-se als carrers. A l'Imperi Romà d'Orient les cuses de carros es van fer servir d'excusa per expressar reclamacions polítiques per part dels assistents. Finalment els aldarulls causats, juntament amb l'alt cost, les van fer insostenibles i es van haver de suprimir. La darrera cursa que es va fer al Circ Màxim de Roma va ser l'any 549.
- Carreres de trot

Durant tota la cursa els trotadors han de córrer a trot i en cap cas a galop, ja que si no són desqualificats. Existeix una modalitat, el trot muntat, on els cavalls no estiren el cabriol sinó que són muntats per un genet amb una sella. Tradicionalment aquesta segona modalitat únicament es practicava a França i Bèlgica però als darrers anys s'ha popularitzat per altres indrets.
- Carreres de tir pesat
- Enganxalls o atelajes eqüestres
- Skijoring

Skijoring  o esquí tirat (pronunciat: 'ske-jȯr-In, de l'noruegaskikjøring, «esquí manejat» o «esquí conduït») és un esport d'hivern que consisteix en el fet que una persona amb un esquí sigui arrossegat per un cavall, un gos (o gossos), o també un vehicle a motor.

### Esports de doma i Apartat de caps de bestiar (àmbit internacional i regional)

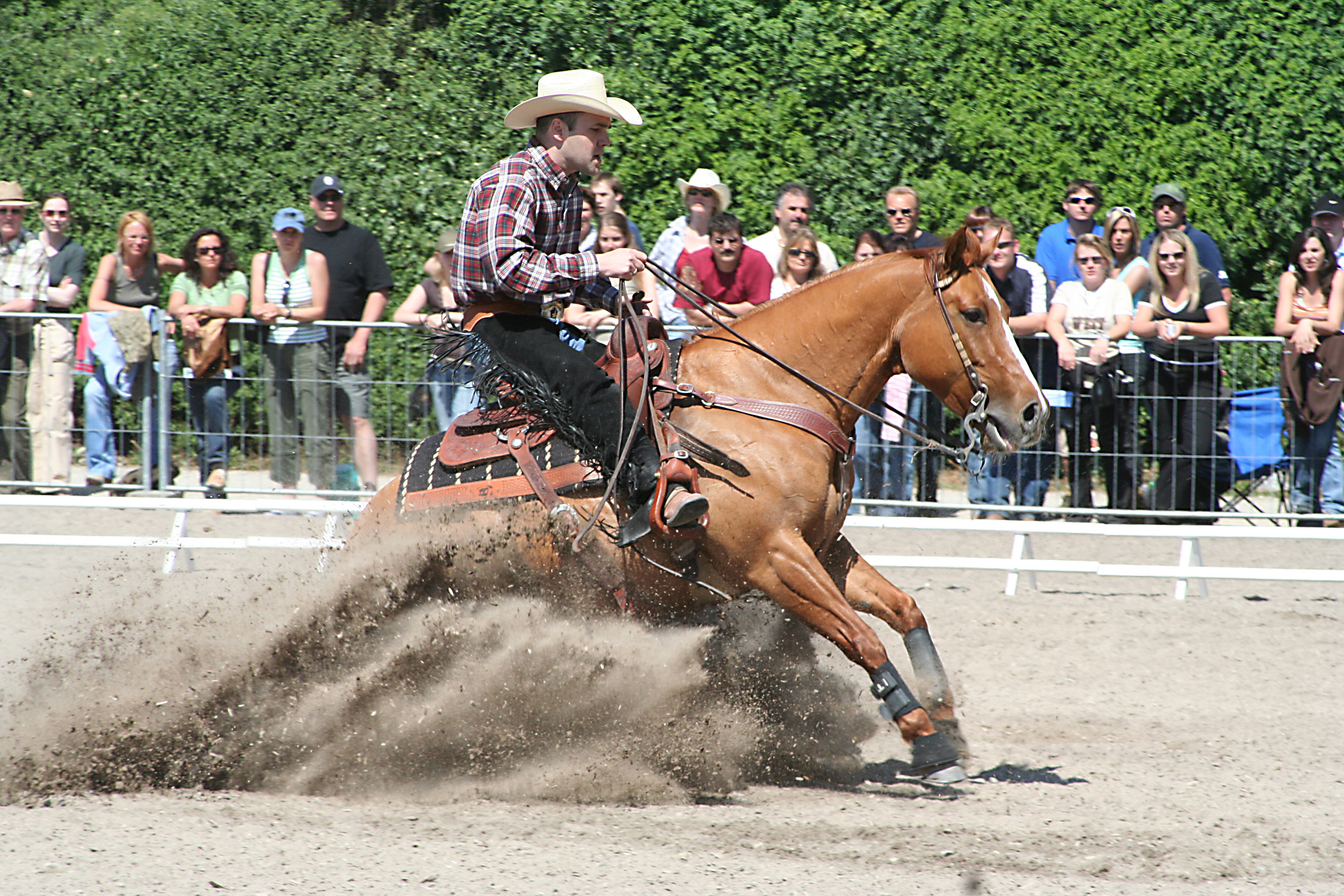
Reining

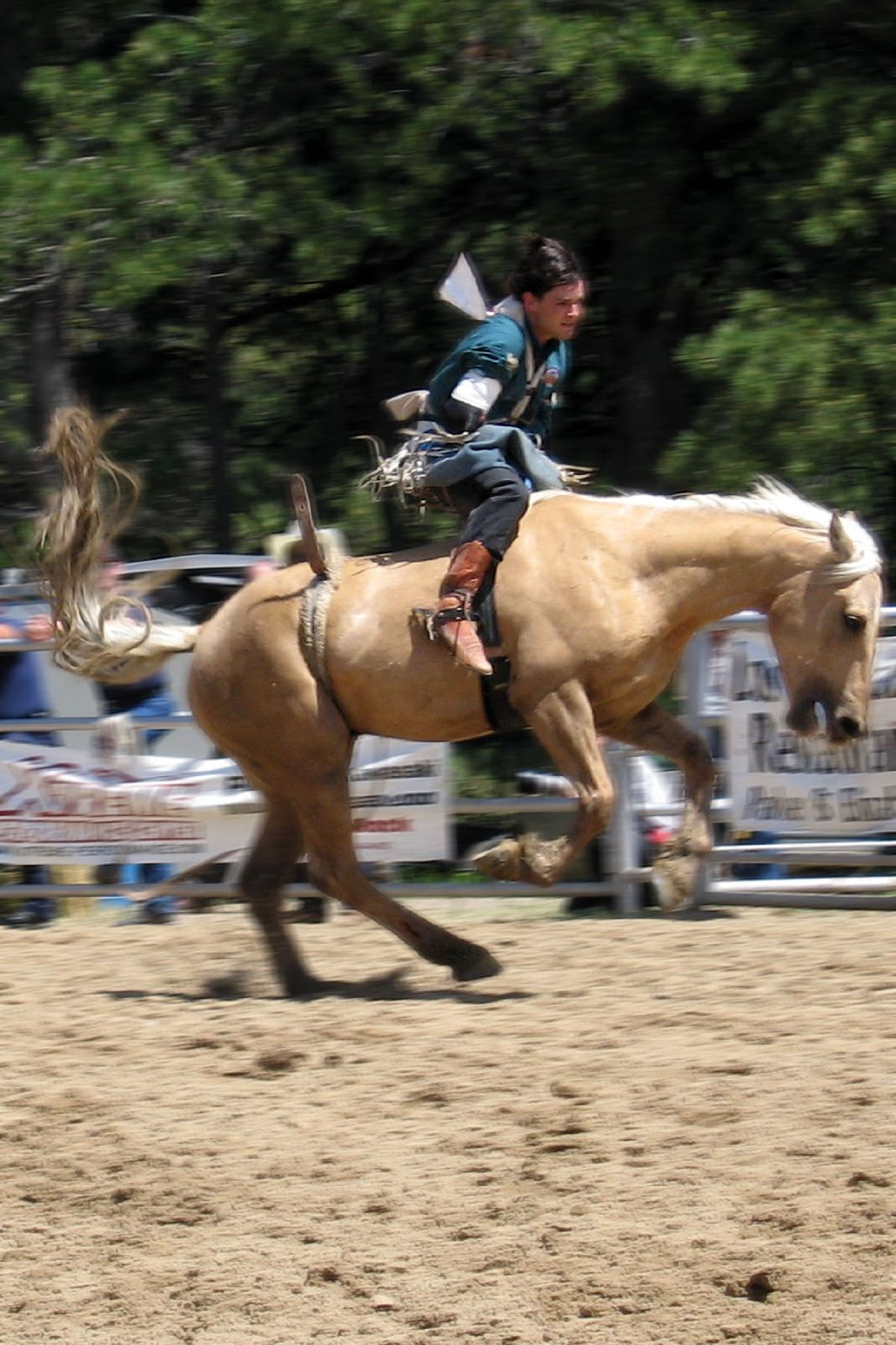
Prova clàssica de Rodeo amb la versió de Cavall amb Montura.

- Doma clàssica (coneguda a Amèrica Llatina com ensinistrament)
- Doma paraeqüestre
- Reining

Aquest esport eqüestre està reconegut com a tal per la Federació Eqüestre Internacional, es practica en més de 40 països i es va incloure com la setena disciplina dels Jocs Eqüestres Mundials. És, des de l'any 2009, l'última disciplina eqüestre a ser reconeguda com a tal per aquesta federació. 
- Jineteada gaucha

La jineteada gaucha és una activitat eqüestre característica i tradicional de l'Argentina, Paraguai, Uruguai i sud de Brasil (Rio Grande del sud) que integra la cultura folklòrica amb estirp de gaucho d'aquests països, en particular la cultura gauchesca. L'activitat consisteix en el fet que el genet ha de sostenir-se per entre 6 i 15 segons sobre un cavall (bagual o pingo). Es realitza en diverses categories: docrina neta o poltre pelat, Gurupá surera o cuir, bastos, amb encimera, sense Llaç amb boles o boleadora,  cadira, etc., o combinacions.
- Charrería

La charrería és el conjunt de destreses, habilitats eqüestres i vaqueres pròpies del charro mexicà. Tot això conforma un esport espectacle de gran popularitat i arrelament a Mèxic. La charrería es desenvolupa en arenes similars a les places de toros anomenats lienzos charros.
- Doma vaquera andalusa
- Coleo

El coleo és un esport equestre que té un origen emparentat amb la introducció de la ramaderia en els territoris de les actuals Colòmbia, Veneçuela i Panamà des mitjan segle xvi.
- Rodeo xilè

El rodeo es un esport eqüestre típic de Xile, on és considerat «esport nacional» des de 1962.És desenvolupat dins d'un recinte amb forma de circumferència anomenat mitja lluna i el seu objectiu és que una «collera» -integrada per dos genets i dues cavalls- aconsegueixi detenir un vedell en una zona anomenada «atajada».
- Rodeo nord-americà

El  Rodeo és un esport extrem nord-americà i mexicà tradicional, amb influències de la història dels vaquer s espanyols i dels charros mexicans. Consisteix en muntar a pèl poltres salvatges o caps de bestiar bovins braves (com vedelles i bous) i realitzar diversos exercicis, com llançar el llaç, etc., sense matar l'animal. El 'Rodeo' es practica principalment en països com Estats Units, Mèxic, Canadà, Brasil, Austràlia i Nova Zelanda.
- Rodeo australià
- Esport de llaç

El Esport de llaç o és un esport eqüestre practicat a Panamà, on és considerat com a esport nacional (no oficial). Està entre els esdeveniments esportius més populars a Panamà. Es realitza fora d'un recinte en forma rectangular anomenat Pista de llaç el qual mesura 180m de llarg i el seu objectiu és enllaçar a un vedell (de fins a 136 quilograms) pel coll amb el menor temps possible sense sobrepassar el temps límit que consta de 20 segons; la competència es fa entre dos equips de 12 membres cadascun (més 3 suplents) i és a dues voltes (és a dir, cada vaquer o soguero ho intenta dues vegades).
- Tancament por equips

Team penning és un esport eqüestre de modalitat western que va sorgir com a evolució del tradicional treball de ranxo consistent en separar caps de bestiar per marcar-les, realitzar revisions veterinàries o transportar-les d'un lloc a un altre.
Actualment el 'team penning' s'ha convertit en un ràpid i emocionant esdeveniment en el qual un equip compost per tres genets ha de separar 3 caps de bestiar d'un ramat de 30 i conduir-les fins al seu tancament en un corral.

### Jocs de llances
- Joc de piquetes

El tent pegging o joc de piquetes és un esport de cavalleria d'origen antic, i és una de les deu disciplines eqüestres reconegudes oficialment per la Federació Eqüestre Internacional. El terme es refereix a un joc de muntatge amb objectius en terra. En termes més generals, es refereix a tota la classe de jocs de cavalleria muntada a cavall amb armes afilades, per la qual cosa el terme "competències eqüestres d'armes" també s'utilitza.
- Jocs muntats
- Justa

Una justa o born era un combat entre dos cavallers, muntats a cavall i armats amb sengles llances. Restava sotmesa a una reglamentació precisa. En principi, s'intentava evitar les ferides mortals dels justadors que hi participaven. Ja al segle xv, a les ciutats, es convertiren en un espectacle festiu, esdevingut, per exemple, arran de celebracions religioses. A Barcelona hom organitzava justes a la Plaça del Born, lloc on s'ha conservat el nom antic de born.

### Esports paraeqüestres
- Doma paraeqüestre
- Enganxalls o atelajes paraeqüestres

### Esports i activitats de teràpia i rehabilitació
- Equinoteràpia
- Equitació Handisport